# Saint-Victor-sur-Loire
Saint-Victor-sur-Loire – dzielnica miasta Saint-Étienne będąca jego eksklawą, nad wschodnim brzegiem Loary. W 2015 roku liczyła 5534 mieszkańców, z czego 2927 to kobiety a 2607 to mężczyźni.
W Saint-Victor-sur-Loire znajdują się kamienne budynki z XVII roku. Od 1969 roku jest częścią Saint-Étienne.